# Incilius
Incilius (vroeger: Ollotis) is een geslacht van kikkers uit de familie padden (Bufonidae). De groep werd voor het eerst wetenschappelijk beschreven door Edward Drinker Cope in 1875. Later werd de wetenschappelijke naam Cranopsis gebruikt.
Er zijn 39 soorten die voorkomen in delen van Noord- en Zuid-Amerika. De verschillende soorten komen voor in de Verenigde Staten tot in Panama en Ecuador.

## Soorten
Geslacht Incilius
- Soort Incilius alvarius – Coloradopad
- Soort Incilius aucoinae
- Soort Incilius aurarius
- Soort Incilius bocourti
- Soort Incilius campbelli
- Soort Incilius canaliferus
- Soort Incilius cavifrons
- Soort Incilius chompipe
- Soort Incilius coccifer
- Soort Incilius coniferus
- Soort Incilius cristatus
- Soort Incilius cycladen
- Soort Incilius epioticus
- Soort Incilius fastidiosus
- Soort Incilius gemmifer
- Soort Incilius guanacaste
- Soort Incilius holdridgei
- Soort Incilius ibarrai
- Soort Incilius karenlipsae
- Soort Incilius leucomyos
- Soort Incilius luetkenii
- Soort Incilius macrocristatus
- Soort Incilius majordomus
- Soort Incilius marmoreus
- Soort Incilius mazatlanensis
- Soort Incilius mccoyi
- Soort Incilius melanochlorus
- Soort Incilius nebulifer
- Soort Incilius occidentalis
- Soort Incilius periglenes – Rode pad
- Soort Incilius peripatetes
- Soort Incilius perplexus
- Soort Incilius pisinnus
- Soort Incilius porteri
- Soort Incilius signifer
- Soort Incilius spiculatus
- Soort Incilius tacanensis
- Soort Incilius tutelarius
- Soort Incilius valliceps

Adenomus · 
Altiphrynoides · 
Amazophrynella · 
Anaxyrus · 
Ansonia · 
Atelopus · 
Barbarophryne · 
Blythophryne · 
Bufo · 
Bufoides · 
Bufotes · 
Capensibufo · 
Churamiti · 
Dendrophryniscus · 
Didynamipus · 
Duttaphrynus · 
Epidalea · 
Frostius · 
Ghatophryne · 
Incilius · 
Ingerophrynus · 
Laurentophryne · 
Leptophryne · 
Melanophryniscus · 
Mertensophryne · 
Metaphryniscus · 
Nannophryne · 
Nectophryne · 
Nectophrynoides · 
Nimbaphrynoides · 
Oreophrynella · 
Osornophryne · 
Parapelophryne · 
Pedostibes · 
Pelophryne · 
Peltophryne · 
Phrynoidis · 
Poyntonophrynus · 
Pseudobufo · 
Rentapia · 
Rhaebo · 
Rhinella · 
Sabahphrynus · 
Schismaderma · 
Sclerophrys · 
Strauchbufo · 
Truebella · 
Vandijkophrynus · 
Werneria · 
Wolterstorffina · 
Xanthophryne